# Енди Гомарсал
Енди Гомарсал (енгл. Andy Gomarsall; 24. јул 1974) бивши је енглески рагбиста који је са репрезентацијом освојио титулу првака Света 2003. Професионалну каријеру је започео у Воспсима, a до 2010, (када је престао да игра рагби) променио је неколико енглеских тимова. За репрезентацију Енглеске дебитовао је 1996, против Италије. Постигао је 2 есеја у мечу групне фазе против Уругваја на светском првенству 2003. Играо је и на светском првенству 2007. Прецизним шутом, асистирао је Лусију есеј у полуфиналу светског првенства против Француске 2007. Са репрезентацијом Енглеске 2 пута је освојио куп шест нација (2000, 2003). Престао је да игра рагби 2010, па се запослио као директор у очевој фирми.